# ولسوالی صیاد
ولسوالی صیاد یکی از ۷ ولسوالی ولایت سرپل، به مرکزیت شهر صیاد در شمال افغانستان است. صیاد از ولسوالی‌های درجه سوم ولایت سرپل بوده، ۱۳۷۸ کیلومترمربع مساحت دارد و سومین ولسوالی بزرگ سرپل می‌باشد. این ولسوالی با ۶۱٬۶۴۶ نفر جمعیت در سال ۱۳۹۹، چهارمین ولسوالی پر جمعیت ولایت سرپل است.
این ولسوالی در غرب ولایت سرپل قرار دارد. ولسوالی صیاد از غرب با ولایت جوزجان و ولایت فاریاب هم‌مرز است.

## جغرافیا
ولسوالی صیاد ۱٬۲۵۲ کیلومتر مربع مساحت داشته و متشکل از ۷۹ قریه می‌باشد. قرار معلومات انستیتیوت انکشاف دهات ۸۹٫۸ درصد ساحات ولسوالی مذکور کوهی و نیمه‌کوهی و ۱۰٫۲ درصد ساحات آن هموار و نیمه‌هموار می‌باشد.

## مردم
قرار معلومات فراهم شده از دفتر احصائیهٔ مرکزی سال ۲۰۰۴ ولسوالی صیاد دارای ۴۷٬۳۳۶ نفر (اناث ۴۹ درصد و ذکور ۵۱ درصد) نفوس بوده که متشکل از تاجیک‌ها، ازبک‌ها، هزاره‌ها می‌باشد.